# تريسي دريك
تريسي دريك (بالإنجليزية: Tracy Drake)‏ هو شخصية أعمال أمريكي، ولد في 1864، وتوفي في 1939 في لاغونا بيتش في الولايات المتحدة.